# 市役所前停留場 (愛知県)
市役所前停留場（しやくしょまえていりゅうじょう）は、愛知県豊橋市八町通3丁目にある豊橋鉄道東田本線の停留場（電停）である。停留場番号は5。

## 歴史
- 1925年（昭和元年）頃：営門前駅として開業。
- この間（時期不明）：営門前駅廃止。
- 1950年（昭和25年）頃：戦災復興に伴い、公会堂前停留場として再開業。
- 1951年（昭和26年）頃：市役所前停留場に改称。

## 停留場構造
相対式の上屋付き安全地帯2面2線を持つ。国道1号との併用軌道上にある。

## 停留場周辺
- 豊橋市役所
- 豊橋市公会堂
- 豊橋警察署
- NHK豊橋支局
- 豊橋ハリストス正教会
- 豊橋公園 - 吉田城址、豊橋市美術博物館など
- 豊橋閣日進禅寺
- あいち情報専門学校
- 豊橋市役所前郵便局
- 八町通り（豊橋市）
- 市電通り（豊橋市）
- 大手通り（豊橋市）

## 隣の停留場
豊橋鉄道
■東田本線
札木停留場 (4) - 市役所前停留場 (5) - 豊橋公園前停留場 (6)